# 성서중학교 (서울)
성서중학교(城西中學校)는 대한민국 서울특별시 마포구 성산동에 있는 공립 중학교이다.

## 학교 연혁
- 1984년 1월 9일 : 성서중학교 설립 인가(18학급)
- 1984년 2월 10일 : 신입생 배정(남 11학급, 여 7학급)
- 1984년 3월 1일 : 초대 허남해 교장 취임
- 1984년 3월 3일 : 신입생 입학식 거행
- 1984년 4월 19일 : 개교식
- 2016년 3월 1일 : 서울형 혁신학교 운영(4년)
- 2022년 3월 1일 : 제14대 강기훈 교장 취임
- 2023년 2월 3일 : 제37회 졸업식 (197명)
- 2023년 3월 2일 : 입학(140명 남 79명, 여 61명)

## 참고 자료
- 성서중학교 - 한국교육학술정보원 학교알리미